# (20133) 1996 CO2
1996 سي أو 2 (ويعرف أيضًا باسم (20133) 1996 سي أو 2 وفق تسمية الكوكب الصغير) (بالإنجليزية: 1996 CO2)‏؛ هو كويكب ضمن حزام الكويكبات.
اكتُشف هذا الجُرم الفلكي بواسطة تاكاو كوباياشي في 12 فبراير 1996، وترتيبه 20133 من حيث الاكتشاف.

## الوصف
اكتُشف 201331996CO في 12 فبراير 1996 في مرصد أويزومي الفلكي، الواقع في أويزومي، محافظة غونما في اليابان، بواسطة عالم الفلك الياباني تاكاو كوباياشي. وقد رصد المشروع 2,253 مشاهدة للكويكب إلى غاية 5 فبراير 2022 بتوقيت منطقة المحيط الهادئ، أي في مدة قدرها 9,488 يومًا (26.0 عام). تستغرق الفترة المدارية للكويكب 1,890 يومًا (5.2 عام).

## الخصائص المدارية
يتميز مدار هذا الكويكب بنصف محور رئيسي يبلغ 3 وحدة فلكية، وحضيض قدره 2.8 وحدة فلكية، وانحراف قدره 0.0648 وزاوية ميلان 10.9 درجة بالنسبة لمسار الشمس. بسبب هذه الخصائص، أي نصف المحور الرئيسي بين 2 و3.2 وحدة فلكية وحضيض أكبر من 1,666 وحدة فلكية، يُصنف هذا الجُرم الفلكي وفقًا لقاعدة بيانات مختبر الدفع النفاث لأجرام النظام الشمسي الصغيرة كائنًا من حزام الكويكبات الرئيسي.

## وصلات خارجية
- (20133) 1996 CO2 في قاعدة بيانات مختبر الدفع النفاث لأجرام النظام الشمسي الصغيرة

- الاكتشاف · مخطط المدار ·  العناصر المدارية · المعلمات المادية

- (20133) 1996 CO2 على موقع ويكي سكاي: DSS2, SDSS, GALEX, IRAS, Hydrogen α, X-Ray, Astrophoto, Sky Map, Articles and images